# Романовка (Амурская область)
Рома́новка — село в Октябрьском районе Амурской области России. Административный центр Романовского сельсовета.

## География
Село Романовка стоит в верхнем течении реки Ивановка (левый приток Зеи), на автотрассе Чита — Хабаровск.
Дорога к селу Романовка идёт в восточном направлении от перекрёстка на автотрассе у села Борисово, расстояние до районного центра Октябрьского района села Екатеринославка — 16 км.

## Население
| 2002 | 2010 | 2012 | 2013 | 2014 | 2015 | 2016 |
| ---- | ---- | ---- | ---- | ---- | ---- | ---- |
| 728  | ↘618 | ↘585 | ↘548 | ↘514 | ↘488 | ↘463 |
| 2017 | 2018 |      |      |      |      |      |
| ↘454 | ↘427 |      |      |      |      |      |

## Улицы
- ул. Верхняя,
- пер. Лесной,
- ул. Переселенческая,
- ул. Центральная,
- ул. Школьная.

## Экономика
Сельскохозяйственные предприятия Октябрьского района.